# خودنگاره

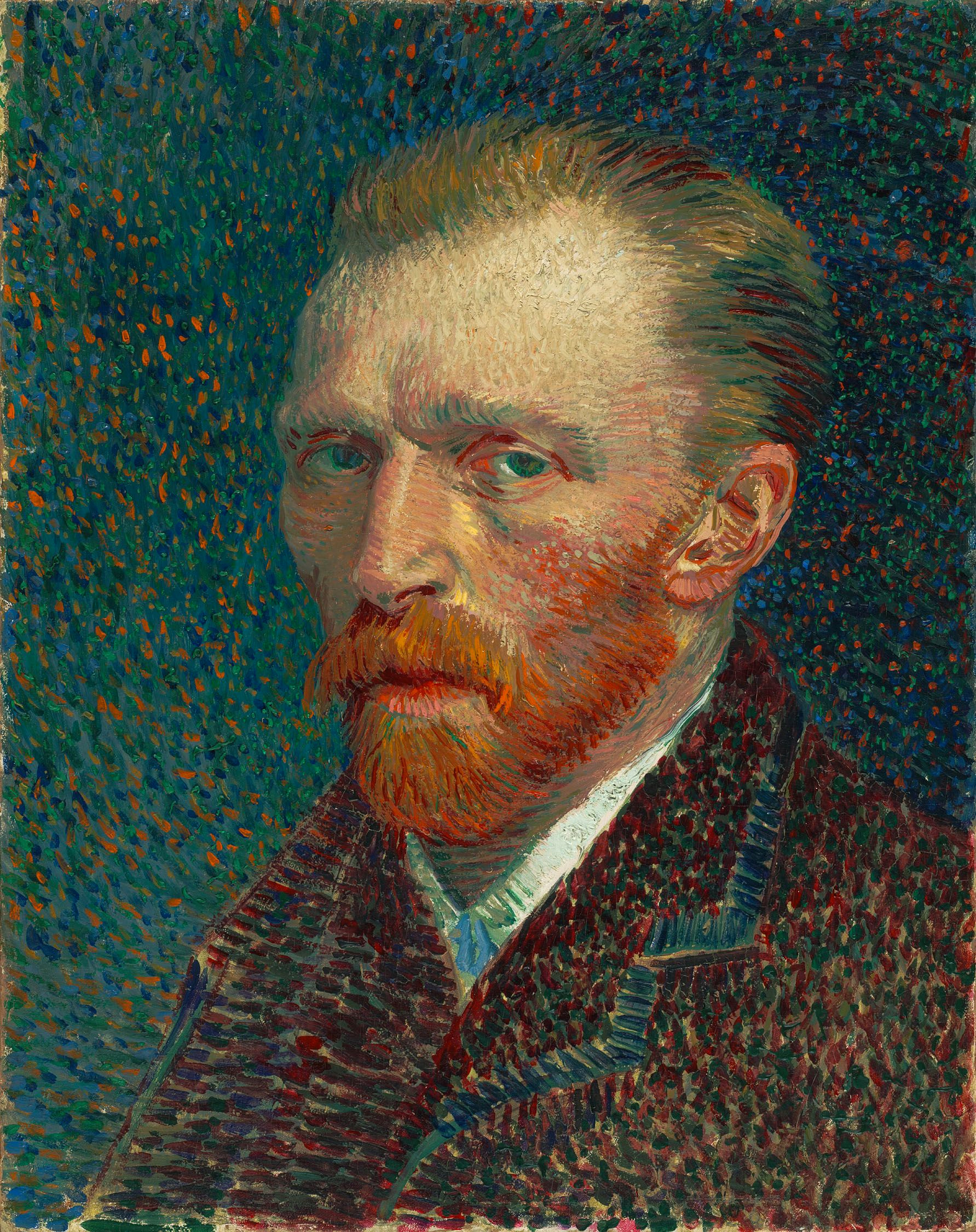
خودنگاره‌ای از ونسان ون گوگ

خودنگاره یا سِلف پرتره چهره‌نگاری نقاش، عکاس یا پیکره‌ساز از خود است. کشیدن خودنگاره در میان نقاشان از دهه‌های پس از رنسانس (یا حتی پیش از آن) رواج یافت و در اواخر سده ۱۹ و اوایل سده ۲۰ میلادی به اوج رسید. واقع‌گرایی و دریافتگری ربع آخر سده نوزدهم نگاه نقاش را بیشتر متوجه خویش و مسائل اطراف خود کرد. در این دوره نقاشان پی بردند که خود نیز جزئی از واقعیت و هستی موجود هستند و می‌توانند موضوع نقاشی خود قرار گیرند. خودنگاره‌های سدهٔ بیستم نوعی خودکاوی و روان‌شناسی خویشتن محسوب می‌شوند.
از جمله نقاشانی که خودنگاره‌های شناخته‌شده‌ای از خود به‌جای گذارده‌اند می‌توان به رامبرانت و ون گوگ و فریدا کالو اشاره کرد.

## خودنگاره‌های ون گوگ

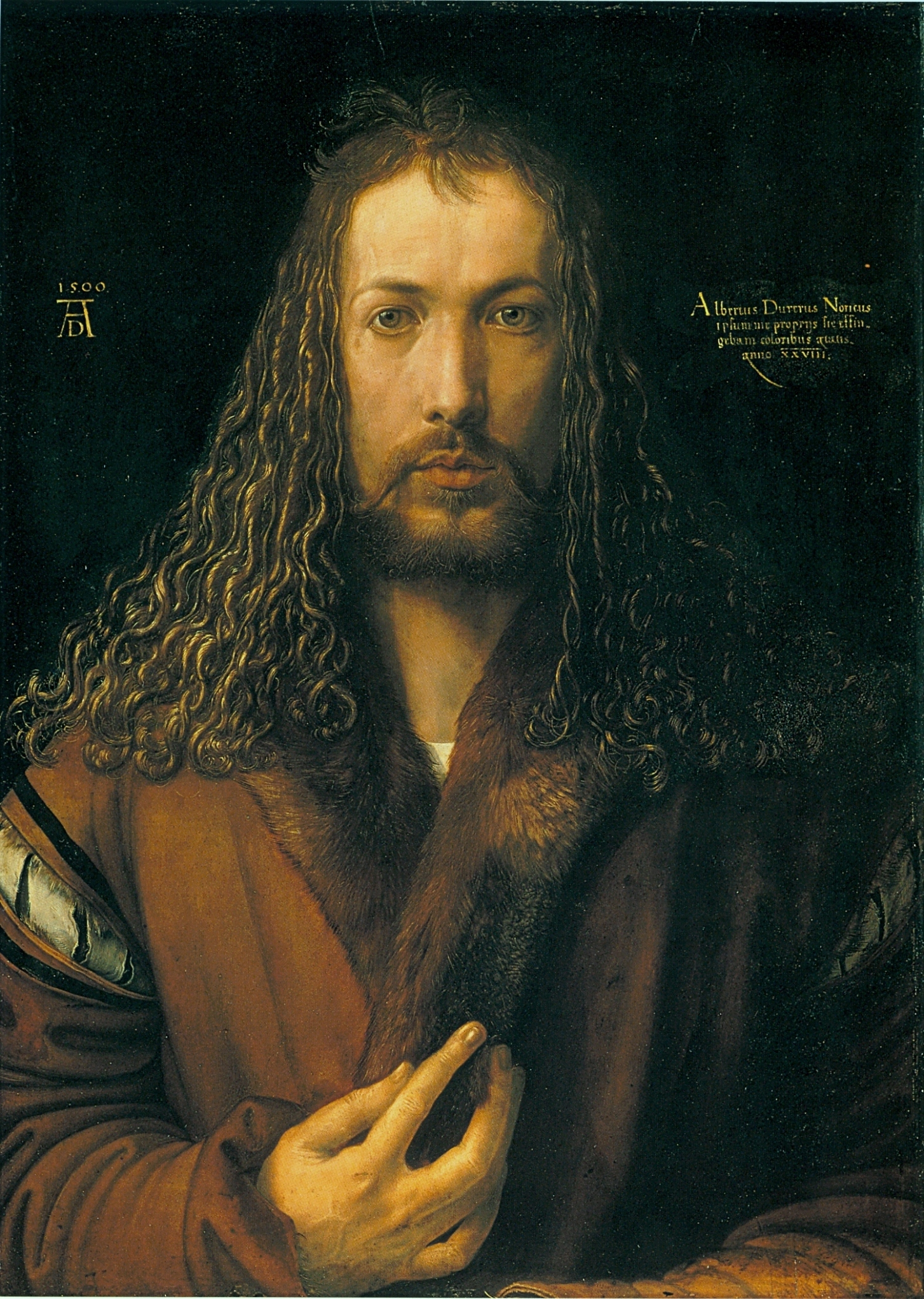
یک خودنگاره یا سِلف پرتره

ون گوگ در حدود ده سال فعالیت هنری خویش، به‌ویژه در چهار–پنج سال آخر عمرش، علاوه بر تک‌چهره‌هایی که از اطرافیانش کشید، بیش از ۲۰ تک‌چهره نیز از خود کشید. ون گوگ در خودنگاره‌های خویش بی‌قراری و گرانباری انسانی پرشور را نشان می‌دهد که با نگاهی نافذ و معنی‌دار، خود را در نگاه مخاطب می‌نگرد. در بیشتر این آثار، کت آبی، پیراهن سفید، ریش قرمز و نگاه مضطرب به چشم می‌خورَد و هاله‌ای از امواج رنگی در پیرامون صورت نقاش چرخ می‌زند. دو مورد از متفاوت‌ترین و تکان‌دهنده‌ترین خودنگاره‌های ون گوگ آن‌هایی است که در بدترین روزهای بیماری‌اش کشیده‌است. یکی از این تک‌چهره‌ها متعلق به سال ۱۸۸۹ و پس از حادثهٔ بریده شدن گوش اوست که در آن، باند سفیدی نیز بر دور سر او پیچیده شده‌است. نقاشی دیگر، آخرین تک‌چهرهٔ او و مربوط به چند ماه پیش از مرگش در سال ۱۸۹۰ است. این تابلو اثری عمیقاً تکان‌دهنده است که قدرت هراس‌آور نگاه‌های یک روان‌پریش را ثبت می‌کند.

## نگارخانه

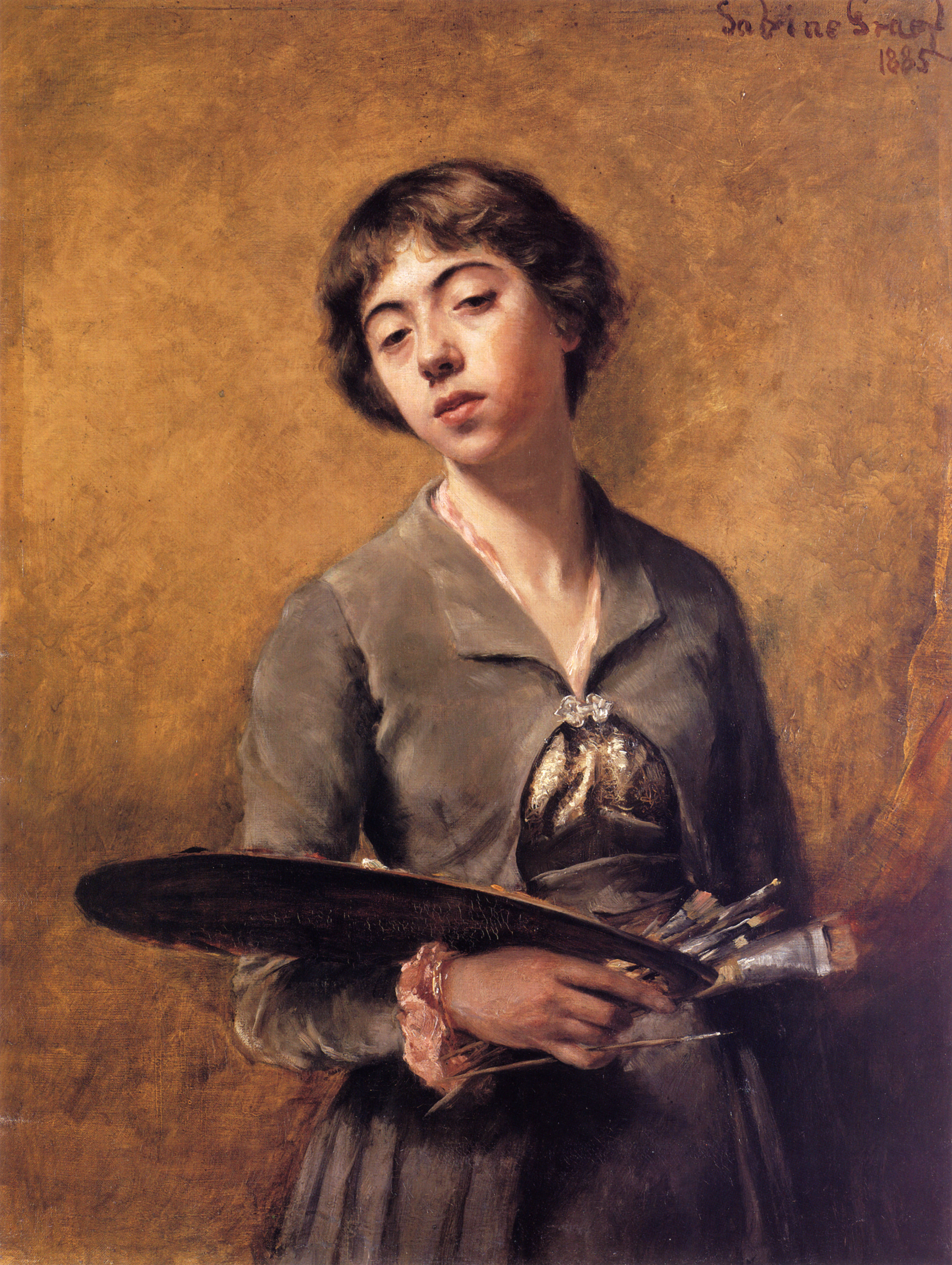
خودنگارهٔ سابین لپسیوس ۱۸۸۵ م. موزه دولتی برلین (en)
خودنگارهٔ آنا بیلینسکا بوهدانویچ ۱۸۸۷ م. موزه ملی کراکف
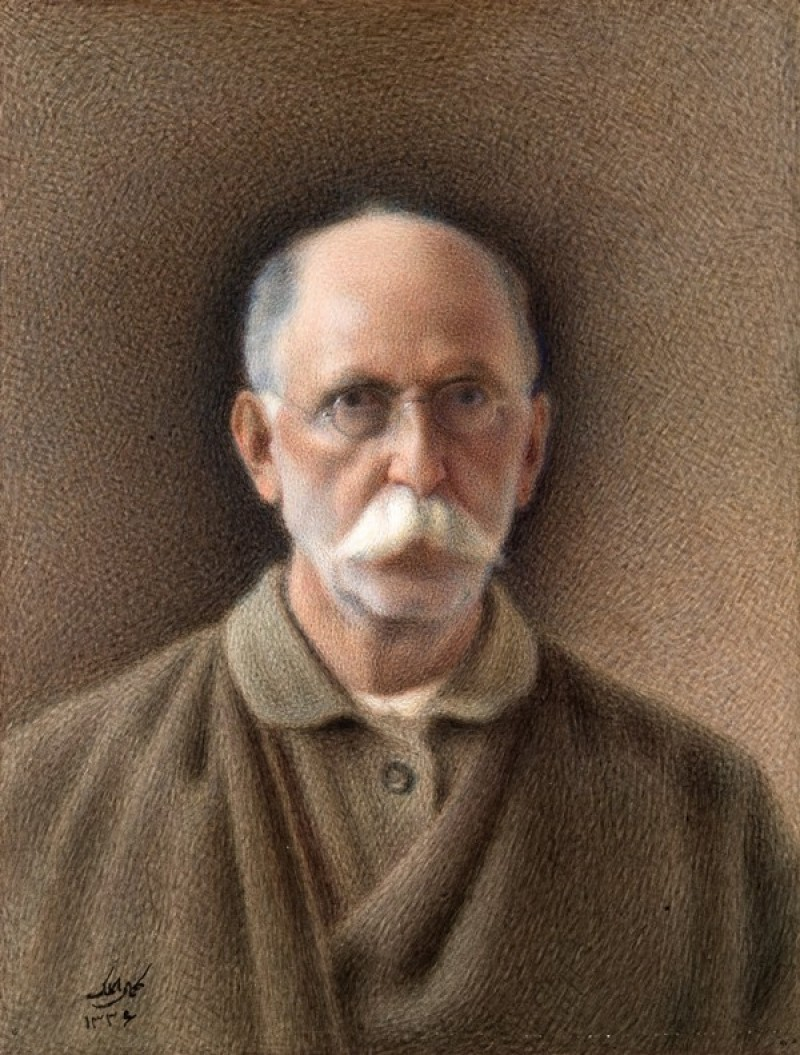
خودنگارهٔ کمال‌الملک، ۱۹۱۷
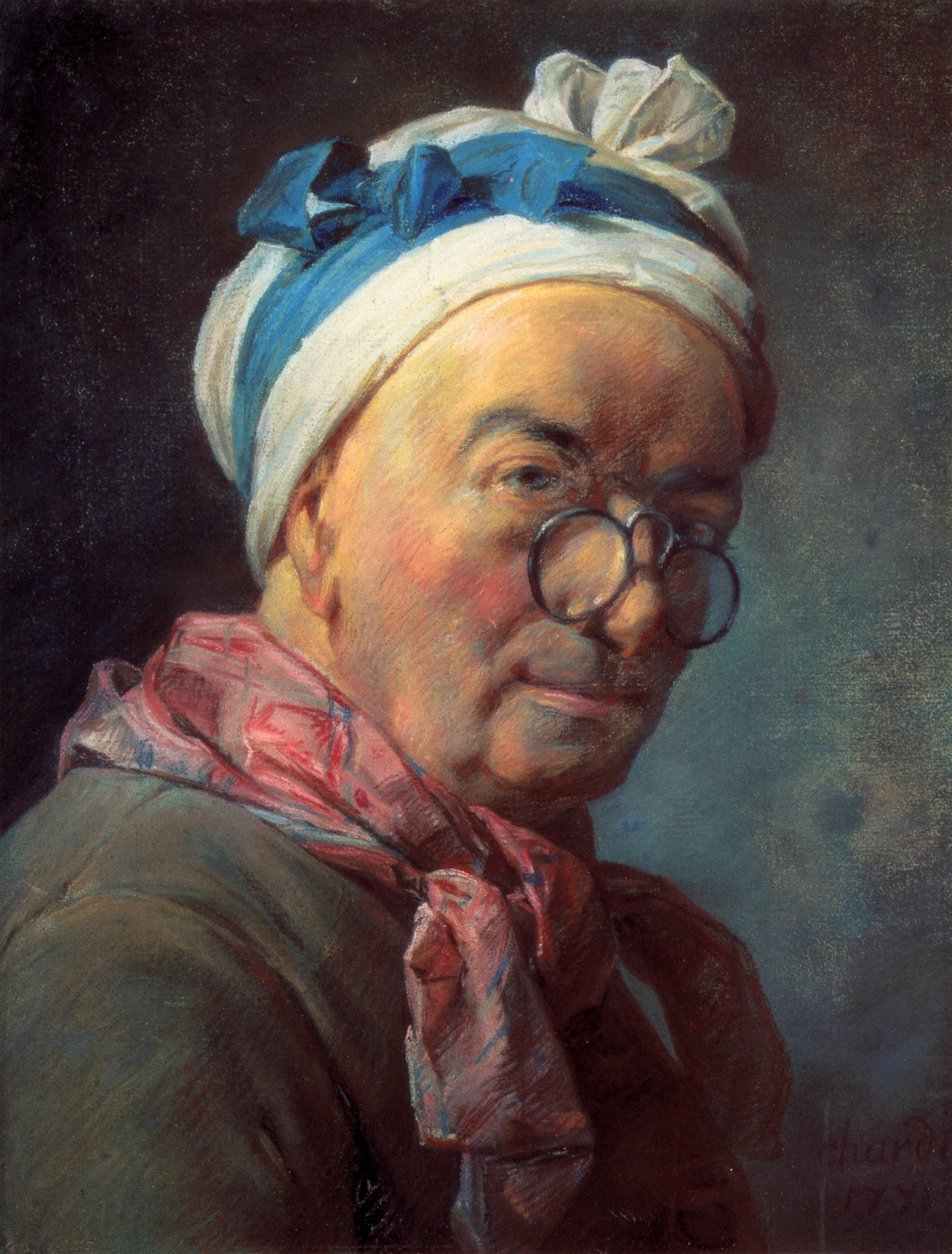
خودنگارهٔ ژان باتیست سیمون شاردن در لباس کار، ۱۷۷۱
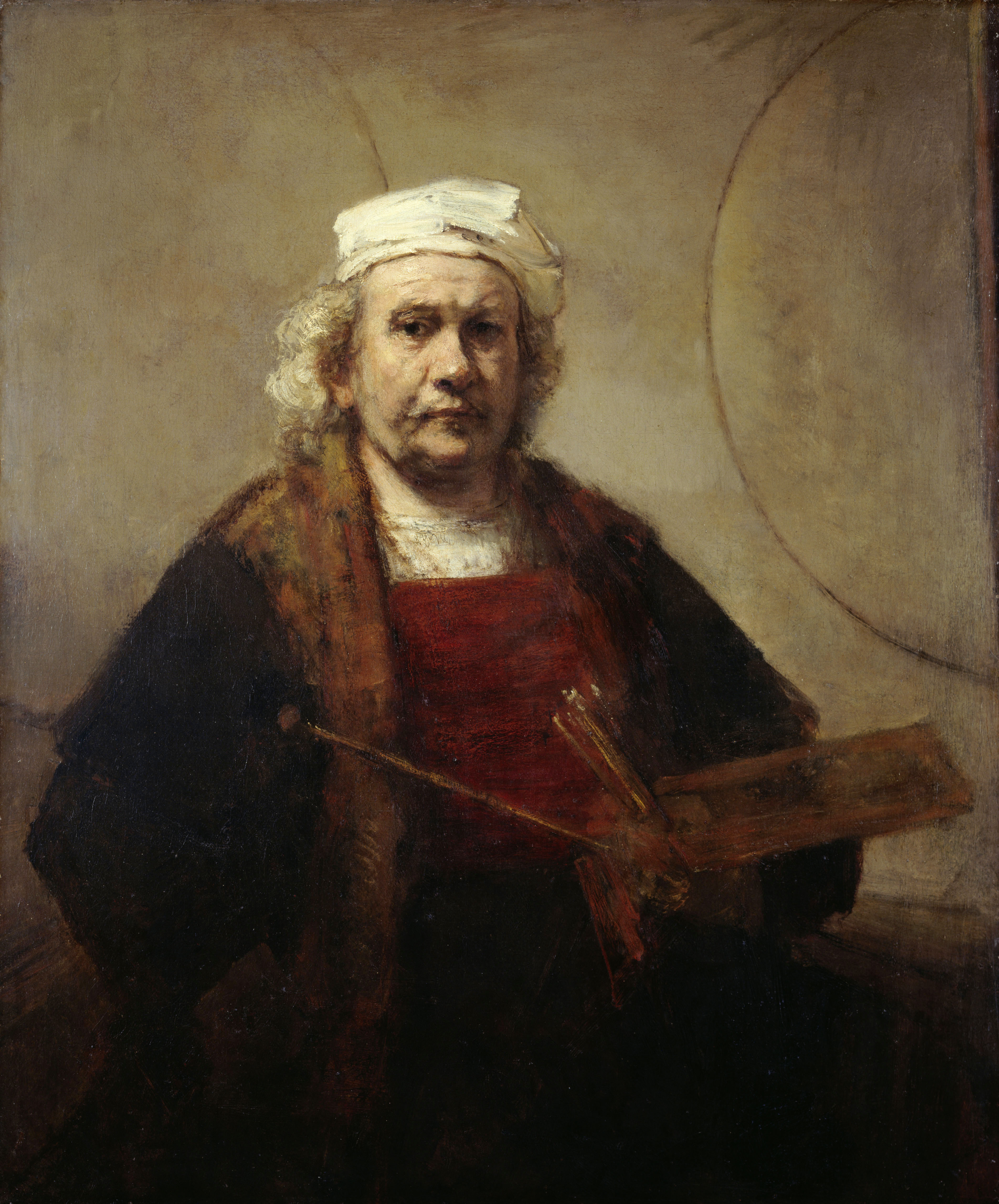
خودنگارهٔ رامبرانت، دههٔ ۱۶۶۰
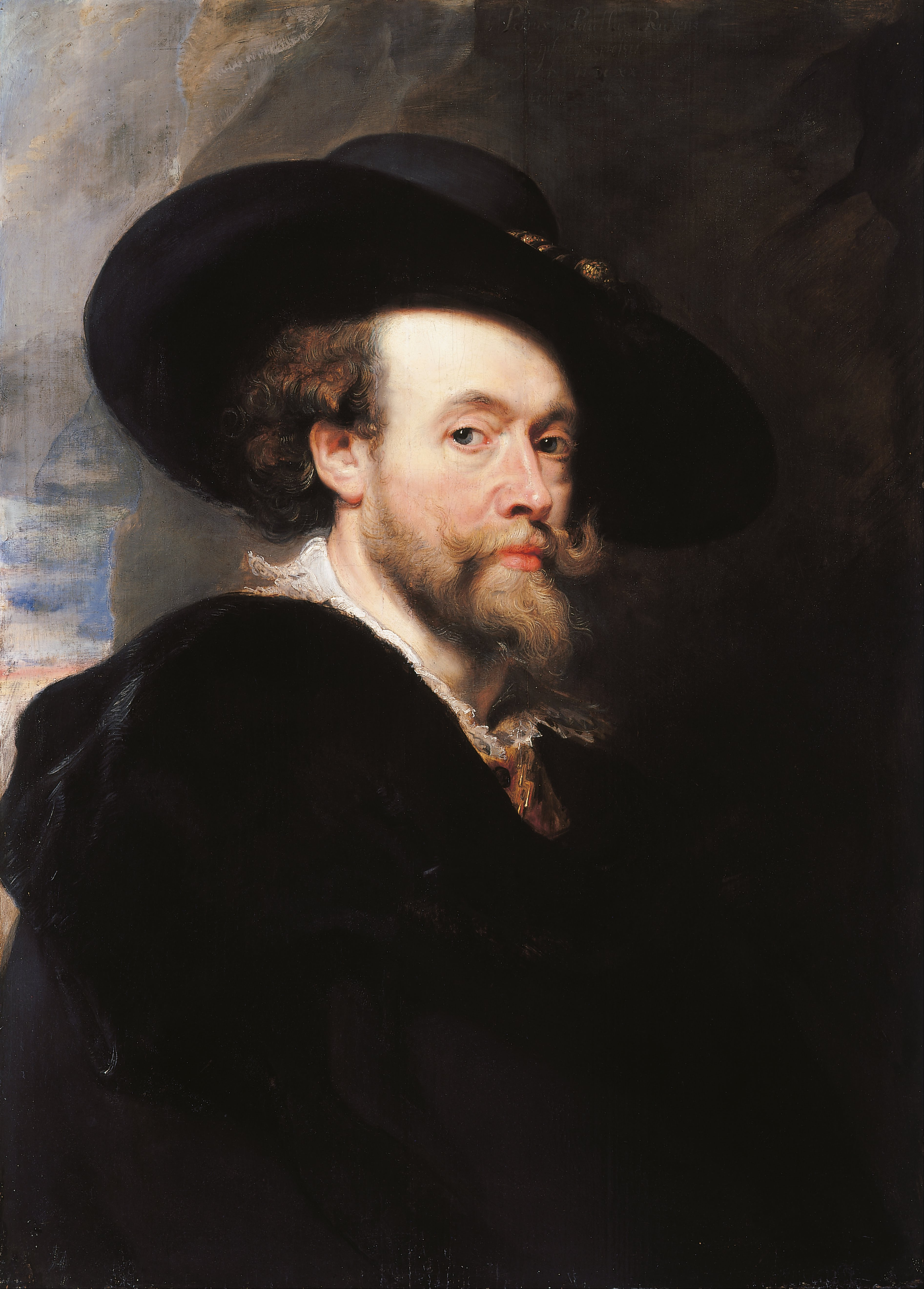
خودنگارهٔ پیتر پل روبنس، ۱۶۲۳ م.
خودنگارهٔ ون گوگ، ۱۸۸۹
خودنگارهٔ گوستاو کوربه، حدود ۱۸۴۳
خودنگارهٔ هانری ماتیس، ۱۹۰۶
خودنگارهٔ دانته گابرییل روستی، ۱۸۴۷
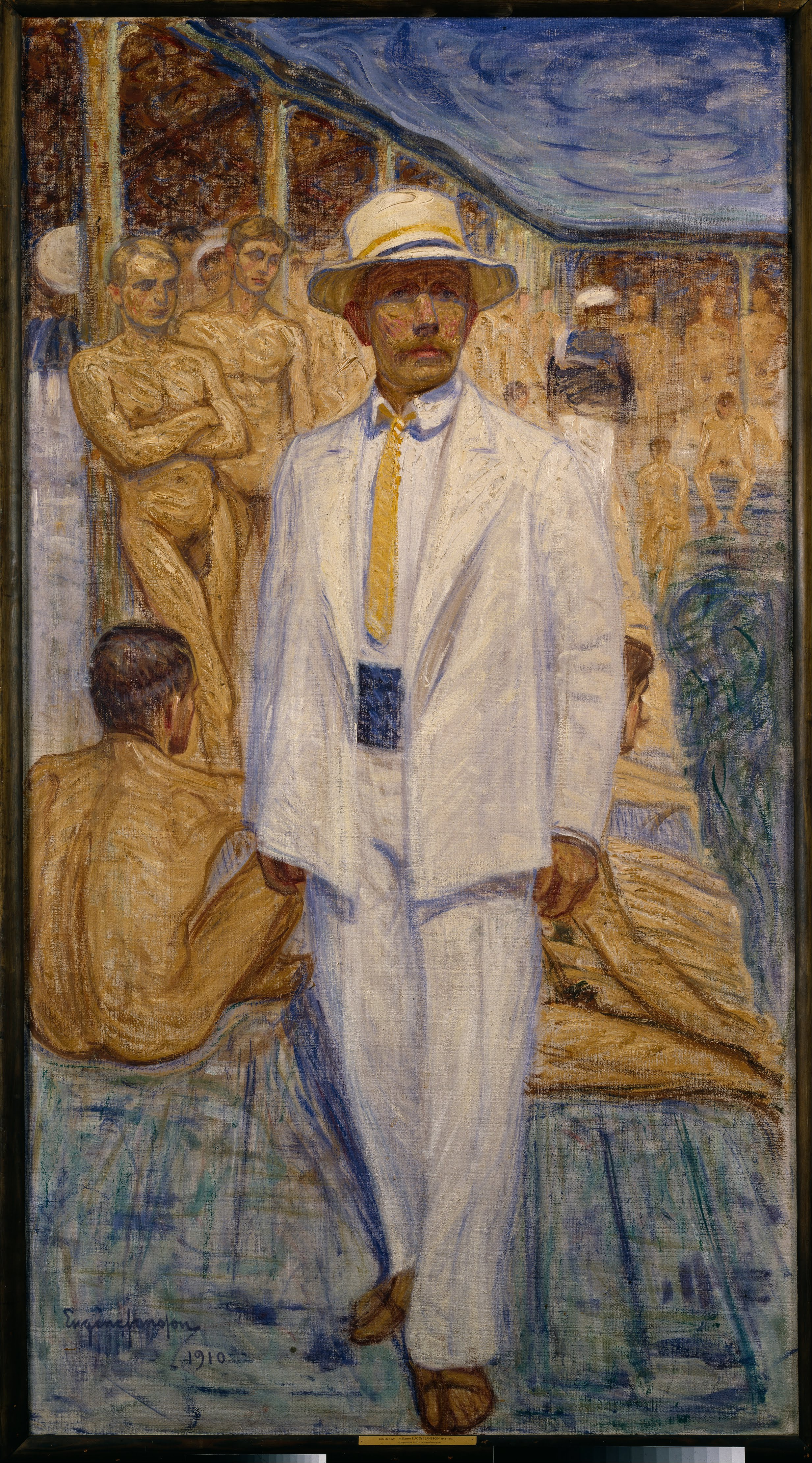
خودنگارهٔ یوجین یانسون
۱۹۱۰ م.
موزه ملی سوئد